# Lillhåvasjön
Lillhåvasjön är en sjö i Rättviks kommun i Dalarna och ingår i Ljusnans huvudavrinningsområde. Sjön har en area på 0,401 kvadratkilometer och ligger 287,9 meter över havet. Sjön avvattnas av vattendraget Håvaån (Kroksjöån).

## Delavrinningsområde
Lillhåvasjön ingår i det delavrinningsområde (681957-146367) som SMHI kallar för Utloppet av Lillhåvasjön. Medelhöjden är 303 meter över havet och ytan är 4,39 kvadratkilometer. Räknas de 25 avrinningsområdena uppströms in blir den ackumulerade arean 197,21 kvadratkilometer. Håvaån (Kroksjöån) som avvattnar avrinningsområdet har biflödesordning 3, vilket innebär att vattnet flödar genom totalt 3 vattendrag innan det når havet efter 162 kilometer. Avrinningsområdet består mestadels av skog (56 procent) och sankmarker (28 procent). Avrinningsområdet har 0,39 kvadratkilometer vattenytor vilket ger det en sjöprocent på 9,1 procent.